# August Heinzerling
August Heinzerling (* 1899 em Kassel; † 1989 em Morschen) foi um inventor e empresário alemão.

## Vida
Na Primeira Guerra Mundial serviu na marinha. O curso e o desfecho da guerra impediram uma carreira de oficial. Em vez disso, foi para os Estados Unidos em 1923/1924 e 1930/1931, país ao qual permaneceu ligado durante toda a sua vida. Em Kassel, fundou uma pequena empresa em 1934, que produzia utensílios de cozinhas e ferramentass desenvolvidas pelo próprio Heinzerling. Com a eclosão da Second World War, a atividade foi interrompida. Heinzerling foi destacado para trabalhar na Henschelwerke..
Em 1943/44, Heinzerling recebeu uma encomenda, que foi mantida em segredo durante muito tempo, para projetar uma caixa de velocidades com propriedades específicas, sem ser informado da sua utilização posterior. Só anos depois do fim da guerra é que Heinzerling soube que esta caixa de velocidades se destinava a ser um dos mais importantes elementos de propulsão do foguetão V-2 desenvolvido por Wernher von Braun. Depois da guerra, a empresa mudou-se para Morschen, perto de Kassel, a cidade natal do seu pai, onde Heinzerling reconstruiu e expandiu consideravelmente a sua empresa. August Heinzerling morreu em Morschen em 1989, com 90 anos de idade..